# Rosalind Tanner
Pour les articles homonymes, voir Tanner.
Rosalind Cecilia Hildegard « Cecily » Tanner, née Young à Göttingen le 6 février 1900 et morte à Thornton Heath, le 24 novembre 1992, est une mathématicienne et historienne des mathématiques britannique.

## Biographie
Rosalind « Cecily » Young est la fille aînée de deux mathématiciens, Grace Chisholm Young, qui a été la première femme à obtenir un doctorat en mathématiques, et William Henry Young. Son frère cadet, Laurence Chisholm Young, qui fait une carrière universitaire en Afrique du Sud, puis aux États-Unis, est également mathématicien et sa nièce, Sylvia Wiegand est elle aussi professeure de mathématiques. Rosalind Young naît en 1900 à Göttingen, où ses parents travaillent à l'université. Sa famille quitte l'Allemagne en 1908, et s'installe en Suisse, d'abord à Genève jusqu'en 1915, puis à Lausanne jusqu'en 1925,. Elle commence des études de physique et de mathématiques en 1917 à l'université de Lausanne, où elle obtient une licence, puis elle poursuit ses études au Girton College, où sa mère avait été étudiante avant elle. Elle prépare une thèse de doctorat sous la direction d'Ernest William Hobson, qu'elle soutient en 1929, sans pour autant obtenir le grade de docteur, dans la mesure où l'université de Cambridge ne délivrait pas de diplômes aux femmes à cette époque. Cependant, elle obtient un « fellowship », c'est-à-dire une charge de cours et de recherche à l'université de Cambridge, de 1929 à 1932. Son engagement s'arrête de 1932 à 1933, puis elle retrouve un poste au département de mathématiques de l'Imperial College London en 1933, où elle travaille jusqu'à sa retraite en 1967. 

Elle participe au congrès international de mathématiques à Zurich en 1932.

Rosalind Tanner a également participé aux recherches menées par son père entre 1919 et 1921 à l'University College of Wales à Aberystwyth, et a travaillé avec Edward Collingwood, également d'Aberystwyth, sur une traduction du cours de Georges Valiron sur les fonctions intégrales.   
Après 1936, la plupart de ses recherches portent sur l'histoire des mathématiques. Elle s'intéresse particulièrement à Thomas Harriot, mathématicien de l'époque élisabéthaine. Elle organise notamment les séminaires Harriot à Oxford et Durham. Elle reçoit en 1939 le prix Gamble, un prix décerné par Girton College qui récompense un essai universitaire. Elle prépare avec son collègue de l'Imperial College Sidney Chapman un manuel pour étudiants resté inédit et traduit des articles de mathématiques français et allemands en anglais. Elle épouse William Tanner, un ingénieur de l'Imperial College, en 1953, cependant, celui-ci meurt quelques mois après leur mariage. Elle poursuit ses recherches sur l'histoire des mathématiques des XVIe et XVIIe siècles au-delà de sa retraite académique. Elle meurt le 24 novembre 1992 à l'hôpital Mayday de Croydon.

## Publications
- « The Algebre of many-valued quantities », Mathematische Annalen,‎ 1931 (DOI 10.1007/BF01457934).
- « On many-valued Riemann-Stieltjes integration I,II », Proceedings of The Cambridge Philosophical Society,‎ 1931 (DOI 10.1017/S0305004100009920).

### Traductions
- Konrad Knopp, Theory and Application of Infinite Series, [1925] 1951 (lire en ligne).